# Autoserica ruandensis
Autoserica ruandensis är en skalbaggsart som beskrevs av Louis Burgeon 1942. Autoserica ruandensis ingår i släktet Autoserica och familjen Melolonthidae. Inga underarter finns listade.